# Qualea rupicola
Qualea rupicola är en tvåhjärtbladig växtart som beskrevs av Adolpho Ducke. Qualea rupicola ingår i släktet Qualea och familjen Vochysiaceae. Inga underarter finns listade i Catalogue of Life.